# Begadon
Begadon is een bestuurslaag in het regentschap Bojonegoro van de provincie Oost-Java, Indonesië. Begadon telt 1446 inwoners (volkstelling 2010).